# Бурков Борис Сергійович
Борис Сергійович Бурков (11 травня 1908, село Куркіно Тульської губернії — 19 березня 1997, Москва) — радянський журналіст, видавець. Головний редактор газети «Комсомольська правда» з лютого 1942 по січень 1948 року. Був першим головою правління пропагандистського органу СРСР — Агентства друку «Новини». Член Бюро ЦК ВЛКСМ з березня 1944 по 1945 рік. Депутат Верховної Ради СРСР 7-го скликання. Кандидат історичних наук.

## Життєпис
Народився в селянській родині. Закінчив вісім класів середньої школи. З 1925 року — завідувач відділу районного комітету ВЛКСМ.
З 1927 по 1930 рік навчався в Богородицькому сільськогосподарському технікумі. У 1931 році закінчив Всесоюзний аграрно-педагогічний інститут у Москві.
З 1931 року — завідувач відділу науково-сільськогосподарської станції. У 1935—1938 роках — доцент, завідувач відділу Вищої комуністичної сільськогосподарської школи (ВКСГШ).
З січня 1938 року — відповідальний редактор Рязанської обласної комсомольської газети «Сталінець» (місто Рязань), секретар Рязанського обласного комітету ВЛКСМ.
З грудня 1939 по жовтень 1941 року — заступник головного редактора і відповідальний секретар «Комсомольської правди».
З лютого 1942 по січень 1948 року — головний редактор «Комсомольської правди».
З червня 1949 по червень 1951 року — відповідальний секретар, член редколегії журналу «Більшовик».
У 1951 році закінчив аспірантура Академії суспільних наук при ЦК ВКП(б).
З червня 1951 по лютий 1954 року — заступник головного редактора журналу «Огонек».
З лютого 1954 по вересень 1960 року — головний редактор газети «Труд».
З вересня 1960 по квітень 1961 року — заступник головного редактора газети «Правда».
З травня 1961 по вересень 1970 року — голова правління Агентства друку «Новини» (пропагандистського підрозділу КДБ СРСР). Високопосадовий партійний пропагандист СРСР.
З вересня 1970 року — на пенсії в Москві.

## Нагороди та премії
- орден Леніна (4.05.1962)
- орден Вітчизняної війни II ступеня (11.03.1985)
- два ордени Трудового Червоного Прапора (6.12.1957, 8.05.1968)
- орден Червоної Зірки
- медаль «Партизану Вітчизняної війни» I ступеня
- медаль «За оборону Москви»
- медаль «За перемогу над Німеччиною у Великій Вітчизняній війні 1941—1945 рр.»
- медаль «За доблесну працю у Великій Вітчизняній війні 1941—1945 рр.»
- медалі
- Лауреат премії імені Воровського (в числі групи авторів з 12 осіб) за книгу «Розбуджений Схід» (1960).

## Твори
- «Комсомолка» в шинели / Предисл. К. М. Симонова. — М., 1975. (рос.)